# Physetica deceptura
Physetica deceptura är en fjärilsart som beskrevs av Walker 1858. Physetica deceptura ingår i släktet Physetica och familjen nattflyn. Inga underarter finns listade i Catalogue of Life.